# Majadahonda
Majadahonda er en by og kommune i det centrale Spanien i Madrid-regionen. Den har et indbyggertal på 73.355 (2024) indbyggere.